# 기모토 마나토
기모토 마나토(일본어: 木本 真翔, 2003년 9월 22일~)는 일본의 축구 선수이다.

## 구단 경력
그는 2024년 J2리그의 오이타 트리니타에 입단했다.